# Michał Buchowski
Michał Janusz Buchowski (ur. 20 grudnia 1955) – polski antropolog społeczny, filozof, kulturoznawca. Uczeń Józefa Burszty i Jerzego Kmity.

## Życiorys
Ukończył z wyróżnieniem studia na Uniwersytecie im. Adama Mickiewicza w Poznaniu w zakresie etnologii (1979) i kulturoznawstwa (1981). Tam też doktoryzował się (1983 – rozprawa pt. „Magia. Jej funkcje i struktura”) i habilitował (1990, praca – Racjonalność, translacja, interpretacja).
Prezes Polskiego Towarzystwa Ludoznawczego w kadencji na lata 2005–2019. Prezydent European Association of Social Anthropologists w kadencji na lata 2009–2010 (pierwszy w historii Towarzystwa z Europy Środkowo-Wschodniej), wcześniej członek Komitetu Wykonawczego (2007–2008). Przewodniczący Komitetu Organizacyjnego World Council of Anthropological Associations w kadencji w latach 2012–2014, wcześniej zastępca przewodniczącego (2010–2012). Założyciel i w latach 2009–2021 dyrektor Centrum Badań Migracyjnych. Dyrektor Instytutu Antropologii i Etnologii UAM (od 2008). Członek rad redakcyjnych kilku międzynarodowych czasopism, w tym „Social Anthropology”, „Journal of Language and Politics” i „Socialni Studie”.
W 1994 r. odznaczony Brązowym Krzyżem Zasługi i Medalem Stulecia UAM (2019).

## Działalność naukowa
W centrum jego zainteresowań znajdują się: teoria i metodologia antropologii, antropologia postsocjalizmu i współczesne społeczeństwo polskie, antropologia religii (magia, racjonalność), migracje oraz heterogeniczność kulturowa.
Zainteresowania naukowe obejmowały najpierw teorie antropologiczne. W ramach sporu między relatywizmem a racjonalizmem wypracował koncepcję założenia o racjonalności zrelatiwyzowanej do kontekstu kulturowego danej osoby. Zajmował się też odmiennością sposobów myślenia znajdowanych w różnych społeczeństwach znanych archeologom, historykom i etnologom. W tym zakresie rozwijał teorię synkretyzmu myślenia magicznego wysuniętą przez Jerzego Kmitę i Annę Pałubicką w ramach socjoregulacyjnej teorii kultury. Następnie pracował nad społecznymi i kulturowymi aspektami transformacji postkomunistycznej. Wypracował antropologiczną teorię neoliberalnego postsocjalizmu jako specyficznego, historycznie ukształtowanego przypadku kapitalistycznego systemu społeczno-ekonomicznego i kulturowego. Od czasów tzw. kryzysu migracyjnego bada zjawiska kreowania „Obcego”, wrogości wobec imigrantów i ksenofobii, w szczególności islamofobii i romofobii, w państwie narodowym.
Profesor doktor habilitowany, wykładowca antropologii w Instytucie Antropologii i Etnologii na Wydziale Antropologii i Kulturoznawstwa Uniwersytetu im. Adama Mickiewicza w Poznaniu. Do 2016 roku był kierownikiem Zakładu Studiów Europejskich i Krytyki Kulturowej, a od 2008 roku jest dyrektorem Instytutu. W latach 1998–2021 był profesorem na Wydziale Kulturoznawstwa Europejskiego Uniwersytetu Viadrina we Frankfurcie nad Odrą, gdzie prowadził Katedrę Porównawczych Studiów Środkowoeuropejskich. Obecnie ma na tym uniwersytecie status Profesora Seniora.
Stypendysta na Uniwersytecie w Cambridge, Fundacji Fulbrighta na Uniwersytecie Kalifornijskim, Commonwealth Center na Uniwersytecie w Wirginii i Fundacji Kościuszkowskiej na Uniwersytecie Kansaskim, Fundacji Humboldta na Uniwersytecie Berlińskim oraz Instytucie Studiów Zaawansowanych „Collegium Budapest”. Prowadził badania w Centre national de la recherche scientifique w Paryżu i Centre Marc Bloch w Berlinie. W roku akademickim 2001–2002 pracował jako Visiting Profesor na Uniwersytecie Rutgers w New Jersey, a w roku 2003–2004 został pierwszym w historii Kościuszko Foundation i Semper Polonia Distinguished Visiting Profesor (Uniwersytet Columbia, Nowy Jork).
W latach 2012–2016 był członkiem z wyboru Centralnej Komisji ds. Stopni i Tytułu Naukowego w dyscyplinie religioznawstwo, w latach 2016–2019 w dyscyplinie etnologia. W latach 2019–2024 został członkiem Rady Doskonałości Naukowej I kadencji w dyscyplinie nauki o kulturze i religii, a od 2024 roku w dyscyplinie etnologia i antropologia kulturowa w II kadencji. Członek Zespołu Interdyscyplinarnego do spraw związanych z udziałem w międzynarodowym programie lub przedsięwzięciu oraz z wykorzystaniem strategicznej infrastruktury badawczej zlokalizowanej za granicą w latach 2016–2018 i 2019-2029 i 2019-2029. Od 2025 roku Członek Zespołu doradczego do spraw Polskiej Mapy Infrastruktury Badawczej. Członek rad redakcyjnych kilku międzynarodowych czasopism, w tym „History and Anthropology”, „Social Anthropology”, „Journal of Language and Politics” i „Sociální studia”, „Slovenský národopis”, “Cargo” i „Studia Narodowościowe”.
Od 2016 roku jest członkiem honorowym Royal Anthropological Institute. W 2022 roku został członkiem korespondentem Polskiej Akademii Nauk.
Badania terenowe prowadził w Polsce i w Japonii.

## Wybrane publikacje
Autor:
- Magia – jej funkcje i struktura, Poznań 1986, Wydawnictwo Naukowe Uniwersytetu im. Adama Mickiewicza w Poznaniu, seria Etnografia Nr 11, PL ISSN 0209-2077.
- Racjonalność, translacja, interpretacja. O badaniu myślenia magicznego w antropologii i filozofii brytyjskiej, Poznań 1990, Wydawnictwo Naukowe Uniwersytetu im. Adama Mickiewicza w Poznaniu, s. 200, ISBN 83-232-0347-4.
- (wspólnie z Wojciechem Bursztą), O założeniach interpretacji antropologicznej, Warszawa 1992, PWN, seria Metodologia Humanistyki, ISBN 83-01-10331-0.
- Magia i rytuał, Warszawa 1993, Wydawnictwo Instytutu Kultury, s. 168, ISBN 83-85323-59-7.
- Klasa i kultura w okresie transformacji. Antropologiczne studium przypadku społeczności lokalnej w Wielkopolsce, Poznań 1996, Wyd. Drawa, ISBN 83-900754-5-8.
- The rational other, Poznań 1997, Wydawnictwo Fundacji Humaniora, ISBN 83-7112-199-7.
- Reluctant capitalists. Class and culture in a local community in Western Poland, Berlin, 1997, Centre Marc Bloch, ISBN 2-11-089655-8.
- Rethinking Transformation: an anthropological perspective on post-socialism, Poznań 2001, Wydawnictwo Fundacji Humaniora, ISBN 83-7112-011-7.
- Zrozumieć Innego. Antropologia racjonalności, Kraków 2004, Wydawnictwo Uniwersytetu Jagiellońskiego, s. 238, ISBN 83-233-1799-2, ISBN 83-233-1798-4.
- Etnologia polska: historie i powinowactwa, Poznań, Wydawnictwo Nauka i Innowacje, 2012
- (wspólnie z Jackiem Schmidtem (red.)) Imigranci: między izolacją a integracją, Poznań, Wydawnictwo Nauka i Innowacje, 2012, ISBN 978-83-63795-07-8.
- (wspólnie z Jackiem Schmidtem (red.)) Migracje a heterogeniczność kulturowa. Na podstawie badań antropologicznych w Poznaniu, Poznań: Wydawnictwo Nauka i Innowacje, 2012, ISBN 978-83-63795-03-0.
- Czyściec. Antropologia neoliberalnego postsocjalizmu. Poznań: Wydawnictwo Naukowe Uniwersytetu im. Adama Mickiewicza w Poznaniu, 2017, ISBN 978-83-232-3264-3.
- (red.) Twilight Zone Anthropology: Voices from Poland, Canon Pyon: Sean Kingston Publishing 2019. ISBN 978-1-912385-06-5

Redaktor antologii:
- (wybór i red. nauk.) Amerykańska antropologia kognitywna, tł. Joanna Dankowska i inni, Warszawa 1993, Wydawnictwo Instytutu Kultury, s. 294, ISBN 83-85323-50-3.
- (wybór i red. nauk.) Amerykańska antropologia postmodernistyczna, tł. Wojciech Dohnal i inni, Warszawa 1999, Wydawnictwo Instytutu Kultury, s. 317, ISBN 83-85323-86-4.
- (red. z Bożeną Chołuj) Die Konstruktion des Anderen in Mitteleuropa: Diskurse, politische Strategien und soziale Praxis = The construction of the other in Central Europe: discourses, political strategies and social practice, Frankfurt(Oder)-Słubice 2001, Collegium Polonicum, ISBN 83-88135-58-9.

Tłumaczenia:
- Edmund Leach, Algirdas Julien Greimas Rytuał i narracja, Warszawa 1989, PWN, seria Metodologia Humanistyki
- Michael Herzfeld(inne języki) Zażyłość kulturowa. Poetyka społeczna w państwie narodowym, Kraków 2007, Wydawnictwo Uniwersytetu Jagiellońskiego, seria Cultura
- Edmund Leach, Kultura i komunikowanie. Logika powiązań symbolicznych. Wprowadzenie do analizy strukturalnej w antropologii społecznej, Warszawa: PWN, 2010, ISBN 978-83-01-16475-1.